# گروه اس‌اف‌اس
گروه اس‌اف‌اس (انگلیسی: SFS Group) شرکت تولید صنعتی سوئیسی است، که در سال ۱۹۲۸ تأسیس شد.